# Frances Balfour

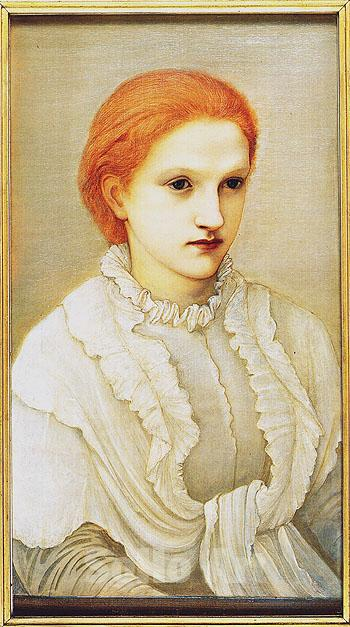
Gemälde von Edward Burne-Jones, Frances Balfour um 1880

Lady Frances Balfour (geborene Campbell, * 22. Februar 1858 in London; † 25. Februar 1931 in London) war eines der hochrangigsten Mitglieder der britischen Aristokratie, das eine führende Rolle in der Frauenwahlrechtsbewegung innehatte. Sie war Präsidentin der „Central Society for Women’s Suffrage“ ab 1896, die sich an die National Union of Women’s Suffrage Societies (NUWSS) anschloss, in dessen Exekutivkomitee sie ab 1897 bis 1919 saß. Als Frauenwahlrechtsaktivistin und Frauenrechtlerin war sie eine Gegnerin der militanten Aktivitäten der Women’s Social and Political Union, der Suffragetten.

## Leben
Sie war das zehnte Kind des britischen liberalen Politikers und schottischen Adligen George Campbell, 8. Duke of Argyll, und seiner Ehefrau Lady Elizabeth Sutherland-Leveson-Gower, der ältesten Tochter von George Sutherland-Leveson-Gower, 2. Duke of Sutherland und wurde in Argyll Lodge in Kensington, London, geboren. Lady Frances Campbell war von Kindheit an wegen eines Hüftleidens behindert, hatte schon von früher Kindheit an beständige Schmerzen und konnte nur hinkend laufen. Ihre Eltern waren tief religiös und kümmerten sich um einige Kampagnen für gesellschaftliche Reformen. Von ihr wird berichtet, dass sie als Kind schon bei diesen Bestrebungen mithalf, so strickte sie beispielsweise Kleider, die an die Kinder der früheren Sklaven geschickt wurden, nachdem seit 1833 innerhalb des Britischen Weltreichs die Sklaverei gesetzlich verboten war.
1879 heiratete sie Eustace Balfour (1854–1911), einen schottischen Architekten, der in London sein Büro hatte. Mit ihm hatte sie drei Töchter und zwei Söhne. Eustaces Onkel, Lord Salisbury, absolvierte drei Amtsperioden als britischer Premierminister. Eustaces älterer Bruder, Arthur Balfour, war von 1902 bis 1905 ebenfalls konservativer britischer Premierminister. Im Gegensatz zu der konservativen Politik ihrer Schwiegerleute unterstützte Frances zusammen mit ihren Eltern den liberalen Staatsmann William Gladstone und seine Regierung, als sie eine junge Frau war. Lady Frances Balfour und ihr Ehemann waren sich in politischen Dingen oft uneinig, hatten wenig gemeinsame Interessen, blieben aber trotz der Trunksucht des Mannes bis zu seinem Tode 1911 zusammen.

## Frauenwahlrecht

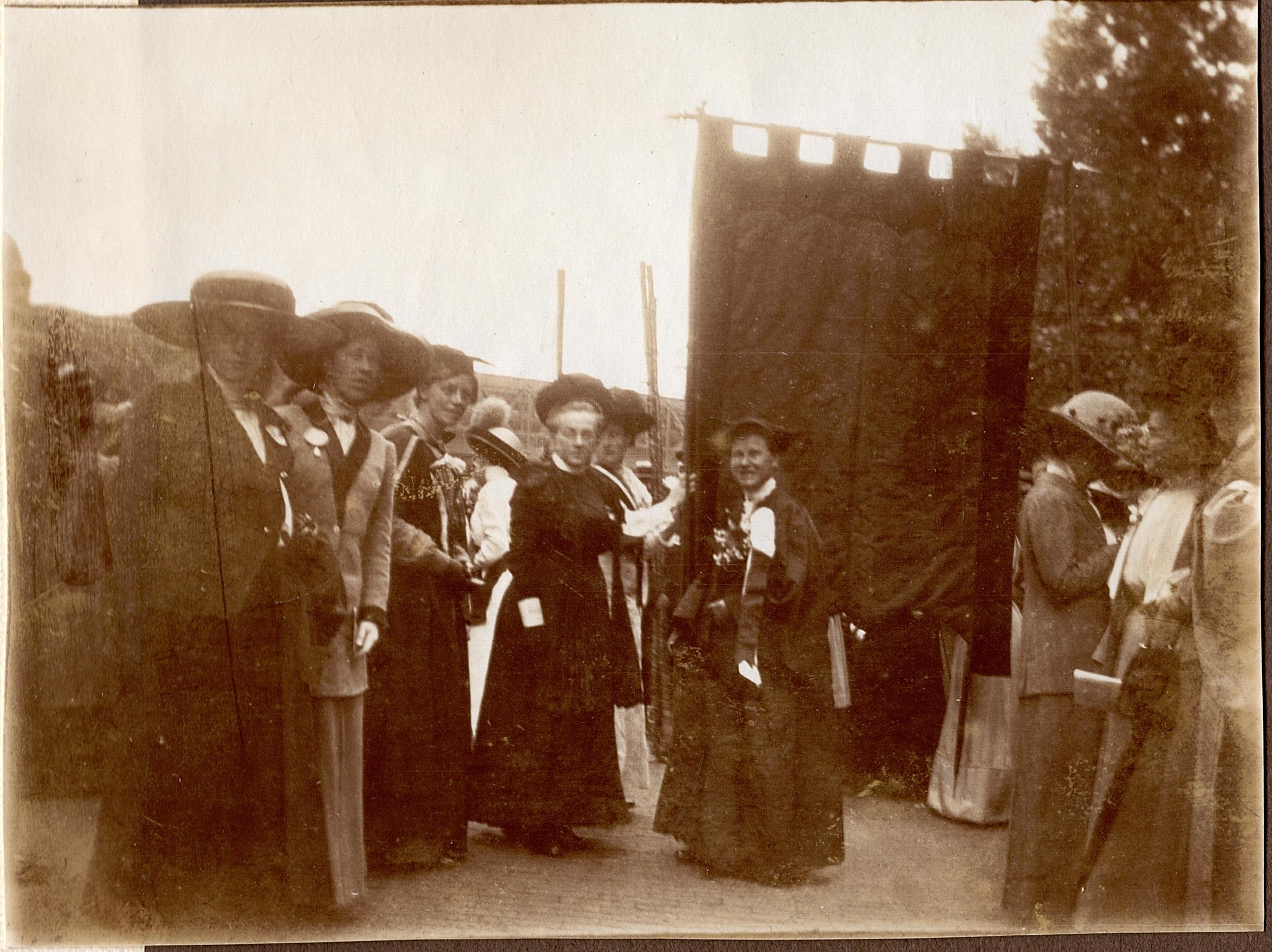
Millicent Fawcett und Lady Frances Balfour bei der Women’s Coronation Procession

Die Mitgliedschaft bei der "Women’s Liberal Unionist Association" ermöglichten ihr Kontakte zu Feministinnen wie Marie Corbett and Eva Maclaren. 1887 schloss sich Balfour mit Corbett und Maclaren der kurz zuvor gegründeten "Liberal Women’s Suffrage Society" an. In ihr Tagebuch schrieb Frances Balfour folgendes:
"I don't remember any date, in which I was not a passive believer in the rights of women to be recognised as full citizens in this country. No one ever spoke to me on the subject except as shocking or ridiculous, more often as an idea that was wicked, immodest and unwomanly."
(deutsch: Ich erinnere mich an keinen Zeitpunkt, an dem ich nicht ein stille Verfechterin der Frauenrechte war, des Rechts der Frau, als vollwertige Bürgerin des Landes anerkannt zu werden. Nie sprach jemand mit mir über dieses Problem, außer um es schockierend oder lächerlich zu finden, öfter wurde diese Idee als gottlos, unziemlich und unweiblich angesehen.)
Sie war das einzige Mitglied der Aristokratie und die einzige Schottin, die eine führende Rolle in der britischen Frauenwahlrechts-Kampagne spielte. Sie begann 1889 ihre Tätigkeit für das Frauenwahlrecht, als sie die wichtigste Kontaktperson der verfassungstreuen Frauenwahlrechtsaktivistinnen zum Parlament wurde. 1897 wurde sie ein Mitglied des Exekutivkomitees der neu begründeten National Union of Women’s Suffrage Societies (NUWSS), deren Präsidentin Millicent Fawcett war. Sie amtierte in diesem Komitee vom Beginn bis zu dem Zeitpunkt, an dem 1919 ein Teil der Frauen das Wahlrecht ausüben durfte. Sie war auch zwischen 1896 und 1919 die Präsidentin der „London Society of Women’s Suffrage“, der größten Teilorganisation im Vereinigten Königreich. Zusätzlich amtierte sie als Präsidentin des Lyceum Clubs, der Angebote an berufstätige Frauen machte, von 1896 bis 1910. Als ihre Arbeit für das Stimmrecht der Frauen fast vorbei war, schloss sich Frances 1917 dem „National Council of Women“ an und amtierte als Präsidentin von 1922 bis 1923. Lady Frances publizierte sechs Bücher, ihre Autobiographie Ne Obliscaris eingeschlossen.
1919 wurde ihr die Ehrendoktorwürde eines Doctor of Literature (D.Litt.) der Universität Durham und 1921 die Ehrendoktorwürde eines Doctor of Law (LL.D.) der Universität Edinburgh verliehen.

## Lyceum Club
Die Schriftstellerin Constance Smedley hatte sich entschieden, einen Frauenclub neuen Typs zu starten. Jessie Trimble, die auch bei den Gründerinnen dabei war, schlug als Namen Lyceum Club vor. Das neue Komitee machte es für Smedley möglich, Lady Frances Balfour aufzusuchen. Das Komitee hatte beschlossen, seine Reichweite für neue Mitglieder von Schriftstellerinnen und Künstlerinnen auf berufstätige Akademikerinnen und sogar auf die Töchter oder Frauen von prominenten Männern auszudehnen. Balfour war einverstanden, den neuen Club anzuführen und diente ihm als Vorsitzende 17 Jahre lang.

## Tod und Bestattung
Sie starb in London am 25. Februar 1931 an einer Lungenentzündung und an Herzversagen. Bestattet wurde sie in Whittingehame, dem Familiensitz der Balfours in East Lothian, Schottland.

## Anerkennung nach dem Tod
Ihr Name und ihr Bild (und jene von 58 anderen Unterstützern des Frauenwahlrechts) befinden sich auf dem Sockel der Millicent-Fawcett-Statue auf dem Parliament Square in London, die Ende 2018 enthüllt wurde.

## Publikationen
- Dr Elsie Inglis (1920)
- The Life of George, Fourth Earl of Aberdeen (1923)
- Lady Victoria Campbell: a memoir (1911)
- A Memoir of Lord Balfour of Burleigh, KT. (1924)
- Life and Letters if the Reverend James MacGregor (1912)
- In Memoriam the Lady Frances Balfour, 1881–1931 (Zeitungsausschnitte, zusammengestellt vom "Committee of the Travellers' Aid Society" (1931))